# Flamman och Citronen
Flamman och Citronen (Flammen og Citronen) är en dansk film från 2008, som handlar om Danmark under andra världskriget, och de två motståndsmännen "Flamman" och "Citronen". Det är en av de dyraste filmerna i dansk filmhistoria. Mads Mikkelsen och Thure Lindhardt spelar huvudrollerna i filmen. 
Filmen bygger på den autentiska berättelsen om motståndsmannen Bent Faurschou-Hviid, kallad "Flamman" och dennes kamrat "Citronen". Efter filmen skrev Michael Holbek Jensen en roman med titeln Flammen og Citronen.

## Handling
Under den tyska ockupationen av Danmark under andra världskriget bekämpar den danska motståndsrörelsen tyskarna. Två av dess största kämpar är Flamman och Citronen som tillsammans med motståndsgruppen Holger Danske lönnmördar tyska och danska nazister. Under sommaren 1944 får de i uppdrag att döda två tyska officerare, men när Flamman träffar en av dem, Överste Gilbert, börjar han inse att något är fruktansvärt fel. Har motståndsrörelsen blivit missledd? Vem kan man egentligen lita på?

## Rollista (urval)
- Thure Lindhardt - Flamman
- Mads Mikkelsen - Citronen
- Stine Stengade - Ketty Selmer
- Peter Mygind - Aksel Winther
- Lars Mikkelsen - Frode Jacobsen
- Hanns Zischler - Överste Gilbert
- Jesper Christensen - Flammans far
- Mille Lehfeldt - Bodil

## Om filmen
- Filmen hade biopremiär i 13 länder
- Filmen hade en budget på 46 miljoner danska kronor, vilket gör den till den dyraste danska filmproduktionen någonsin.